# Lampropholis
Lampropholis – rodzaj jaszczurek z podrodziny Lygosominae w obrębie rodziny scynkowatych (Scincidae).

## Rozmieszczenie geograficzne
Rodzaj obejmuje gatunki występujące endemicznie w Australii.

## Systematyka
Rodzaj zdefiniował w 1843 roku austriacki zoolog Leopold Fitzinger w publikacji własnego autorstwa zatytułowanej System gadów. Pierwsza grupa, Amblyglossae. Gatunkiem typowym jest (oryginalne oznaczenie) L. guichenoti.

### Etymologia
- Lampropholis: gr. λαμπρος lampros ‘błyszczący, świecący, lśniący’[10]; φολις pholis, φολιδος pholidos ‘rogowa łuska’[11].
- Mocoa: etymologia niejasna, Gray nie wyjaśnił znaczenia nazwy rodzajowej[2]. Gatunek typowy (późniejsze oznaczenie): Lygosoma guichenoti Duméril & Bibron, 1839
- Adrasteia: Ἀδράστεια Adrasteia „Nieunikniona”, w mitologii greckiej córka Ananke, bogini sprawiedliwości i opiekunka gór[12]. Gatunek typowy (oryginalne oznaczenie): Lampropholis elongata Greer, 1997.
- Helioscincus: gr. ἡλιος hēlios ‘słońce’; σκιγκος skinkos lub σκιγγος skingos ‘rodzaj jaszczurki, scynk’[4]. Gatunek typowy (oryginalne oznaczenie): Lampropholis mirabilis Ingram & Rawlinson, 1981.
- Ndurascincus: pigmejskie Ndura „dżungla”; łac. scincus ‘rodzaj jaszczurki, scynk’[13]. Gatunek typowy (oryginalne oznaczenie): Lampropholis adonis Ingram, 1991.
- Allengreerus: Allen Eddy Greer, australijski herpetolog[6]. Gatunek typowy (oryginalne oznaczenie): Mocoa delicata De Vis, 1888.
- Adrasteiascincus: rodzaj Adrasteia Wells, 2002; łac. scincus ‘rodzaj jaszczurki, scynk’[7].

### Podział systematyczny
Do rodzaju należą następujące gatunki: 
- Lampropholis adonis Ingram, 1991
- Lampropholis amicula Ingram & Rawlinson, 1981
- Lampropholis bellendenkerensis Singhal, Hoskin, Couper, Potter & Moritz, 2018
- Lampropholis caligula Ingram & Rawlinson, 1981
- Lampropholis coggeri Ingram, 1991
- Lampropholis colossus Ingram, 1991
- Lampropholis couperi Ingram, 1991
- Lampropholis delicata (De Vis, 1888)
- Lampropholis elliotensis Singhal, Hoskin, Couper, Potter & Moritz, 2018
- Lampropholis elongata Greer, 1997
- Lampropholis guichenoti (Duméril & Bibron, 1839)
- Lampropholis isla Hoskin, 2025
- Lampropholis mirabilis Ingram & Rawlinson, 1981
- Lampropholis robertsi Ingram, 1991
- Lampropholis similis Singhal, Hoskin, Couper, Potter & Moritz, 2018